# Hans Schulte-Nölke

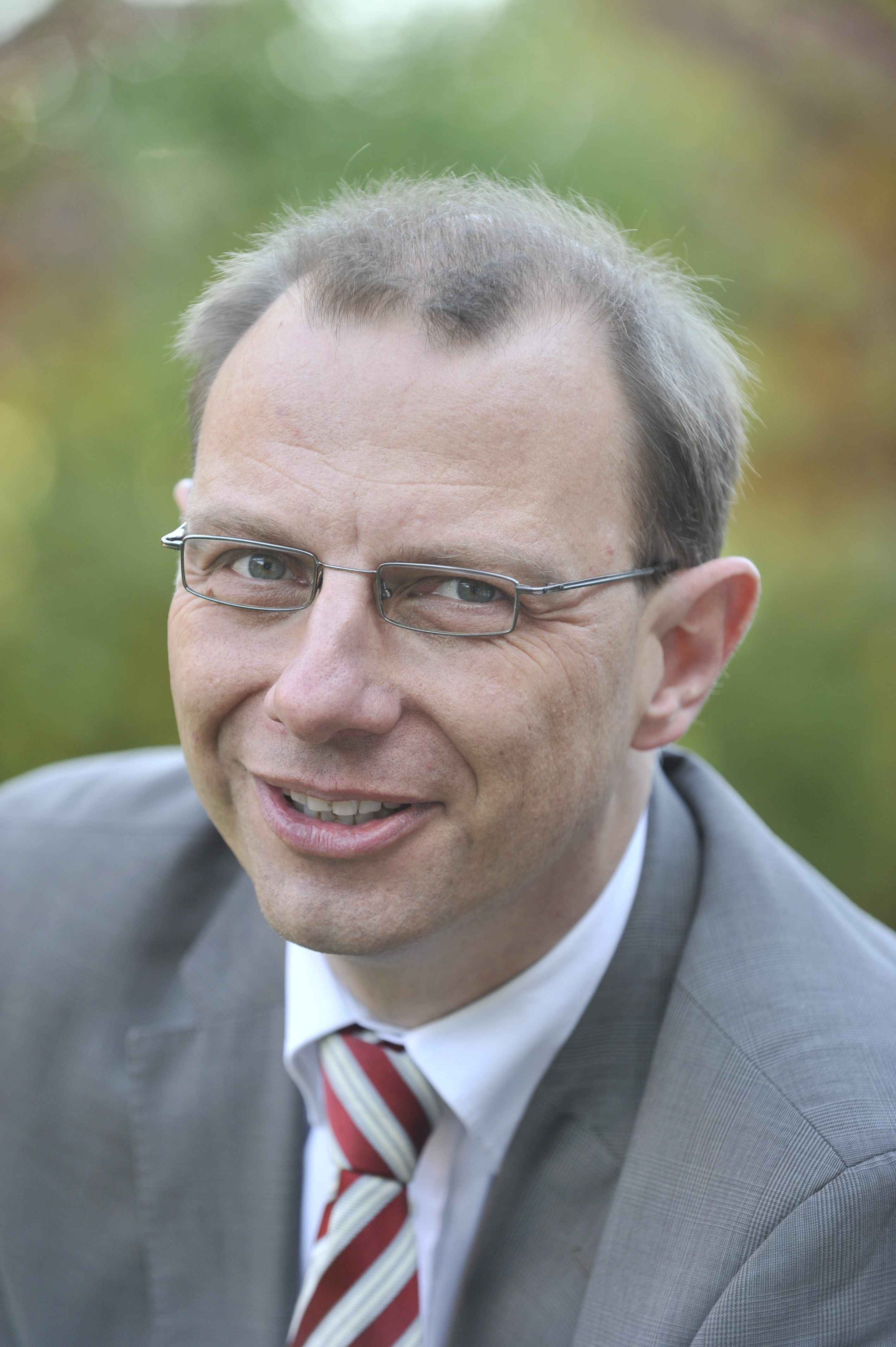
Hans-Schulte-Nölke (2009)

Hans Schulte-Nölke (* 31. Januar 1963 in Olsberg) ist ein deutscher Rechtswissenschaftler.

## Leben
Hans Schulte-Nölke, aus einer Juristenfamilie stammend, studierte nach dem Abitur 1982 am Gymnasium Petrinum Brilon Rechtswissenschaften an der Westfälischen Wilhelms-Universität in Münster. Von 1989 bis 1992 war er Stipendiat am Graduiertenkolleg für mittelalterliche und neuzeitliche Rechtsgeschichte (Johann Wolfgang Goethe-Universität/Max Planck-Institut für Europäische Rechtsgeschichte) in Frankfurt am Main. 1994 wurde er an der Westfälischen Wilhelms-Universität Münster mit der Arbeit Das Reichsjustizamt und die Entstehung des Bürgerlichen Gesetzbuchs zum Dr. iur. promoviert. 1995 legte er sein zweites Staatsexamen ab und war bis 1997 wissenschaftlicher Assistent bei Reiner Schulze am Institut für Rechtsgeschichte, Abteilung Deutsche und Europäische Privatrechtsgeschichte, an der Universität Münster. Nach Forschungsaufenthalten in mehreren europäischen Ländern, unter anderem am Forschungszentrum für Unternehmensrecht der niederländischen Radboud-Universität Nimwegen, habilitierte er sich 2000 in Münster mit der Schrift Europäisches Verbrauchervertragsrecht und deutsches Bürgerliches Gesetzbuch.
Hans Schulte-Nölke erhielt 2001 einen Ruf auf den Lehrstuhl für Bürgerliches Recht, Europäisches Privatrecht, Rechtsvergleichung, Deutsche und Europäische Rechtsgeschichte an der Universität Bielefeld. Seit dem  Sommersemester 2008 ist er Inhaber des Lehrstuhls für Bürgerliches Recht, Europäisches Privat- und Wirtschaftsrecht, Rechtsvergleichung und Europäische Rechtsgeschichte an der  Universität Osnabrück und Direktor am dortigen European Legal Studies Institute. Seit 2013 ist er außerdem Professor für deutsches Recht an der Radboud-Universität Nimwegen.
Schulte-Nölke ist Gründungsmitglied des European Law Institute. Seit 2016 ist er Mitglied der Academia Europaea (MAE). 2019 wurde er zum Mitglied des American Law Institute gewählt. Die Westukrainische Nationale Universität (WUNU) mit Sitz in Ternopil/Ukraine verlieh Schulte-Nölke 2025 den Ehrendoktortitel (Dr. h.c.).

## Wirken
Schulte-Nölke gründete 2002 zusammen mit anderen europäischen Rechtswissenschaftlern die „Acquis-Gruppe“, eine Reaktion auf die Entschließung des Europäischen Parlaments zur Annäherung des Zivil- und Handelsrechts sowie auf die Schlussfolgerungen des Europäischen Rats von Laeken/Laken und Tampere und insbesondere auf die Mitteilung der Kommission […] zum europäischen Vertragsrecht 2001.
Schulte-Nölke wurde 2010 zum deutschen Mitglied der Expertengruppe für Vertragsrecht der Europäischen Kommission ernannt, die an dem Entwurf für ein Gemeinsames Europäisches Kaufrecht arbeitet, das seit 2011 vom Europäischen Parlament und vom Rat der Europäischen Union beraten, 2020 aber von der Kommission zurückgenommen wurde.
Schulte-Nölke hat unter anderem Veröffentlichungen zum Europäischen und Internationalen Wirtschaftsrecht sowie zu europäischen Rechtsordnungen publiziert. Er war von 2002 bis 2011 zusammen mit Friedrich Graf von Westphalen Herausgeber der ZGS – Zeitschrift für das gesamte Schuldrecht.
Schulte-Nölke ist Mitherausgeber des Draft Common Frame of Reference zum europäischen Privatrecht. Außerdem ist er Mitherausgeber (mit Christian Twigg-Flesner (Hull/UK) und Martin Ebers (Barcelona/ES)) des Consumer Law Compendium, einer Studie zur Umsetzung von acht Verbraucherschutzrichtlinien in den Mitgliedstaaten der Europäischen Union, die das Grünbuch der Europäischen Kommission zur Überprüfung des gemeinschaftlichen Besitzstands im Verbraucherschutz beeinflusst hat.
Schulte-Nölke gehört seit 2011 dem Concil des European Law Institute an. Von 2011 bis 2013 war er Vorsitzender des Projects Committee des European Law Institute, dem er seit 2013 weiter als Mitglied angehört.
Seit 2011 ist Schulte-Nölke Mitglied des Advisory Board des American Law Institute für das Restatement Third, The Law of Consumer Contracts.
Zusammen mit Siegrid Westphal leitete Schulte-Nölke 2021–2024 das Forschungsprojekt zur wissenschaftlichen Untersuchung von Fällen des sexuellen Missbrauchs in der römisch-katholischen Diözese Osnabrück seit 1945 bis heute, das von der Diözese bei der Universität Osnabrück in Auftrag gegeben wurde, um eine unabhängige Aufarbeitung zu gewährleisten. Die im September 2022 veröffentlichten Zwischenergebnisse der Studie belasteten unter anderem den Osnabrücker Bischof Franz-Josef Bode schwer, was im Ergebnis zu dessen Amtsverzicht im März 2023 führte. Nach dem Abschlussbericht des Forschungsprojekts vom Oktober 2024 konnten 122 beschuldigte Priester und Diakone des Bistums Osnabrück ermittelt werden, denen vorgeworfen wird, dass sie sexualisierte Gewalt – unterschiedlicher Schwere – gegen Minderjährige oder schutz- und hilfebedürftige Erwachsene verübt haben. Den 122 Beschuldigten ließen sich Taten an 349 identifizierbaren Betroffenen zuordnen. Überdies gab es konkrete Hinweise auf mehr als 60 weitere Betroffene.

## Schriften (Auswahl)
- Hrsg. mit Reiner Schulze: Die Schuldrechtsreform vor dem Hintergrund des Gemeinschaftsrechts. Mohr Siebeck, Tübingen 2001, ISBN 3-16-147584-4.
- Hrsg. mit Reiner Schulze: Europäische Rechtsangleichung und nationale Privatrechte. Nomos, Baden-Baden 1999, ISBN 3-7890-6186-7.
- Hrsg. mit Reiner Schulze: Casebook Europäisches Verbraucherrecht. Nomos, Baden-Baden 1999, ISBN 3-7890-6222-7.
- Hrsg. mit Norbert Frenz, Eckhard Flohr: Formularbuch Vertragsrecht. Verträge und Musterschriftsätze für Vertragsstörungen. Zap, Münster 2003, ISBN 3-89655-142-6.
- Hrsg. mit Christian von Bar, Eric Clive: Principles, Definitions and Model Rules of European Private Law. Draft Common Frame of Reference (DCFR). Sellier, München 2008, ISBN 978-3-86653-059-1 (PDF-Datei; 2 MB)
- Hrsg. mit Fryderyk Zoll, Nils Jansen, Reiner Schulze: Der Entwurf für ein optionales europäisches Kaufrecht, Sellier, München 2012, ISBN 978-3-86653-209-0.
- Hrsg. mit dem  Bundesministerium der Justiz und für Verbraucherschutz, Neue Wege zur Durchsetzung des Verbraucherrechts, Springer, Heidelberg 2017, ISBN 978-3-662-54294-1.
- Hrsg. mit Arndt Sinn, Bernd Hartmann, Karlhans Liebl, Roland Schmitz, Martin Steinebach, Auswirkungen der Liberalisierung des Internethandels in Europa auf die Arzneimittelkriminalität, Springer, Heidelberg 2019, ISBN 978-3-662-50504-5.